# آرشیو ملی ژاپن

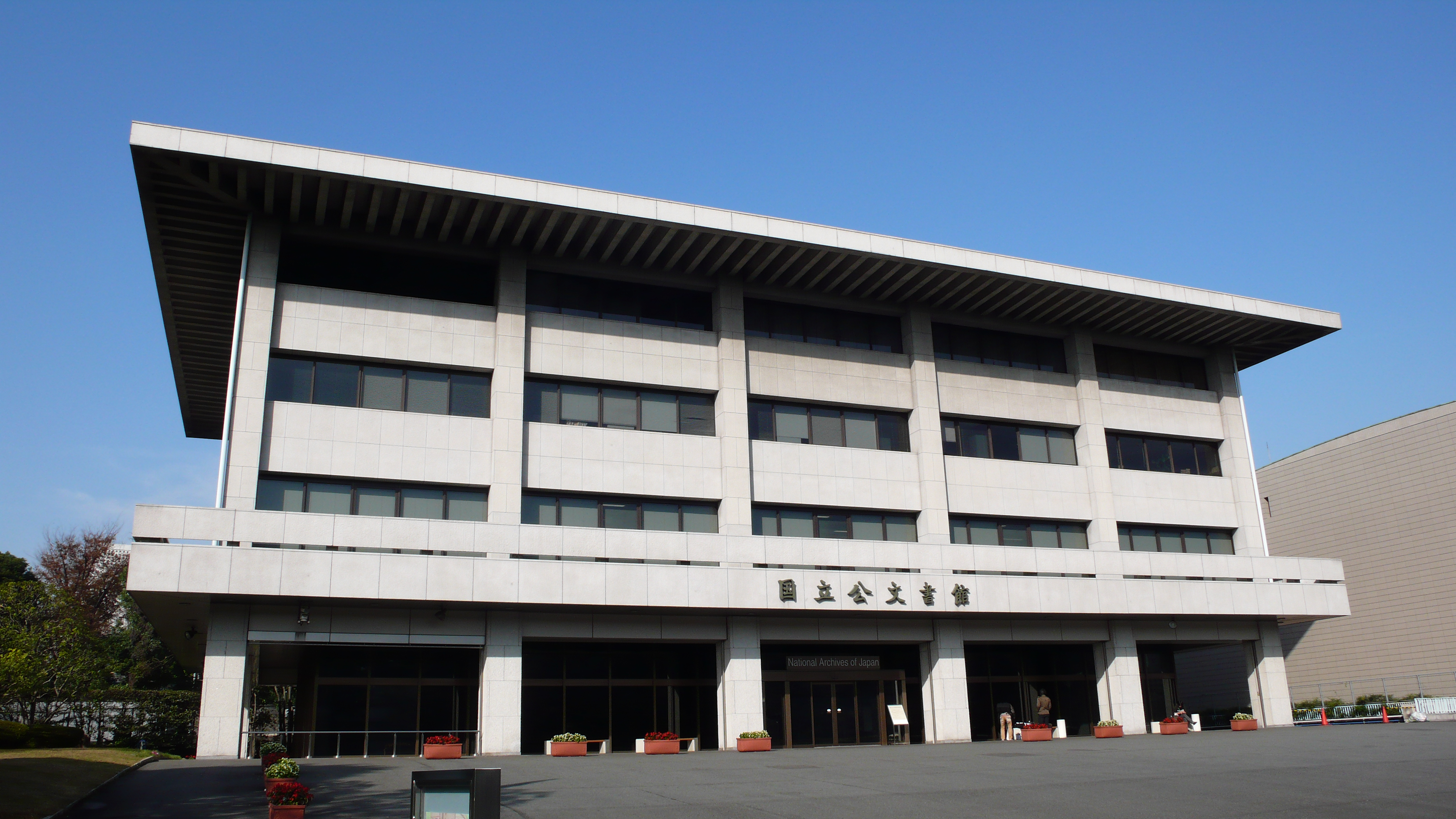
آرشیو ملی ژاپن، واقع در بخش چیودا در مرکز توکیو.

آرشیو ملی ژاپن (به ژاپنی: 独立行政法人国立公文書館, Dokuritsu Gyosei Hojin Kokuritsu Kōbunshokan)، اسناد دولتی و سوابق تاریخی ژاپن را حفظ کرده و در دسترس عموم قرار دهید. اگرچه احترام ژاپن به تاریخ ژاپن و هنر ژاپنی منحصربه‌فردش به خوبی توسط مجموعه‌های هنری و اسنادی به خوبی مستند و مصور است، تقریباً هیچ موردی وجود ندارد. سنت بایگانی: قبل از ایجاد آرشیو ملی، اسناد عمومی موجود که سوابق «منطقه خاکستری» را حفظ می‌کنند، مانند منابع داخلی برای نشان دادن فرآیندی که از تشکیل یک خط مشی خاص یا روند جلسات کمیته‌های مختلف خبر می‌دهد.